# Djamel Bouras
Djamel Bouras (Givors, 11 agosto 1971) è un ex judoka francese.
Ha partecipato a due edizioni dei giochi olimpici (1996 e 2000), vincendo una medaglia d'oro ad Atlanta 1996.

## Palmarès
Olimpiadi
- 1 medaglia:
  - 1 oro (78 kg a Atlanta 1996)

Mondiali
- 2 medaglie:
  - 1 argento (78 kg a Parigi 1997)
  - 1 bronzo (78 kg a Chiba 1995)